# Deutscher Psoriasis Bund
Der Deutsche Psoriasis Bund e. V. (DPB) ist eine Patientenselbsthilfeorganisation für Menschen mit Schuppenflechte (Psoriasis/Psoriasis-Arthritis).

## Gründung und Zielsetzung
Der Verein wurde 1973 gegründet und hat seinen Sitz in Hamburg. Ziel ist es, die medizinische Versorgung aller Menschen mit Schuppenflechte (Psoriasis) zu verbessern, die Solidarität in einer Krankenkasse zu erhalten, die Öffentlichkeit über die Krankheit aufzuklären, die Forschung über die Ursachen und Behandlungsmöglichkeiten der Psoriasis zu fördern, alle Informationen hierzu zu sammeln und zu vermitteln, sowie die nationale und internationale Zusammenarbeit mit anderen Selbsthilfeorganisationen zu fördern. Zudem setzt sich der DBP politisch und gesellschaftlich dafür ein, Eigenleistungen der von Psoriasis betroffenen Menschen hinsichtlich der Materialien und Produkte alltäglicher Selbstpflege, wie Cremes, Salben und Shampoos, sowie Zuzahlungen für verordnete Produkte zu mindern.
Neben der Vereinszeitschrift PSO Magazin publiziert der DPB zur Psoriasis und deren aktuellen Therapiemöglichkeiten. In Infoblättern und Broschüren, sowie im Rahmen von Workshops, Seminaren und weiteren Veranstaltungen wendet sich der DPB hierbei mit qualitätsgesicherten Informationen an Betroffene.

## Organisation
Der ehrenamtliche Vorstand besteht aus Joachim Koza (Vorsitzender), Uwe Willuhn (stellv. Vorsitzender), Helene Ball, Manfred Greis und Thomas Rosenbach. Geschäftsführer ist Marius Grosser. Der DPB wird neben dem Vorstand und regionalen Arbeitsgemeinschaften bundesweit durch die Regionalgruppen vertreten, an die sich die Mitglieder vor Ort wenden können. Hinzu kommen Kontaktkreise und Kontaktpersonen.
Die Regionalgruppen sind Teams ehrenamtlicher aktiver Mitglieder. Sie vertreten die Interessen der Mitglieder vor Ort und dienen als Ansprechpartner. Sie organisieren Treffen und Stammtische, Vorträge und Informationsreisen. Diese regionalen Kontaktgruppen dienen dem Austausch der Mitglieder untereinander. Die Regionalgruppenleiter werden regelmäßig wissenschaftlich fortgebildet und geben ihren Wissensstand an die Mitglieder weiter. Die Regionalgruppen stehen in regem Kontakt mit regionalen Arbeitskreisen und der Geschäftsstelle in Hamburg, die die Aktivitäten des Verbandes auf bundesweiter und internationaler Ebene koordinieren.

## Kooperationen
Der Verband kooperiert mit den wichtigsten Berufsverbänden der Dermatologen, dem Berufsverband der Deutschen Dermatologen (BVDD) und der Deutschen Dermatologischen Gesellschaft (DDG). Unterstützung erhält der Deutsche Psoriasis Bund e. V. durch einen wissenschaftlichen Beirat bestehend aus Dermatologen, Rheumatologen und Psychologen, die auch die Fragen einzelner Mitglieder beantworten können.